# فؤاد الدويري
فؤاد الدويري (4 نوفمبر 1960، فاس.) مهندس وخبير في التأمين، يشغل منصب وزير الطاقة والمعادن والماء والبيئة في حكومة بنكيران منذ 3 يناير 2012.

## مسيرته
بعد حصوله على شهادة الباكلوريا سنة 1977 التحق بالأقسام التحضرية للرياضيات، قبل أن يحصل على دبلوم مهندس من المدرسة الوطنية للقناطر والطرق بباريس سنة 1982، وشهادة دكتور مهندس من مدرسة المعادن بباريس سنة 1985.

### مسيرته المهنية
اشتغل الدويري مهندسا بكامبنون برنارد بباريس بين 1984 و1985، ثم رئيس قسم بمكتب استغلال الموانئ، (ما بين نونبر 1985 وفبراير 1987)، ثم مدير الصفقات شركة التأمين الوطنية بين مارس 1987 وماي 1996، ومساعد المدير العام لشركة «الوطنية» مسؤول عن القطب العملياتي ومسؤول مشترك باندماج شركتي «الوطنية» وشركة الرابطة الإفريقية للتأمين ما بين يونيو 1996 وأكتوبر 2000.
وعمل الدويري ما بين سنة نونبر 2000 ودجنبر 2004، مديرا عاما لشركة «الوطنية»، ومسؤولا مشتركا باندماج شركة «الوطنية» مع شركة الملكية المغربية للتأمين، قبل أن يشغل منصب مدير عام هذه المؤسسة ما بين يناير 2005 وفبراير 2008، ورئيس مجلسها الإداري منذ فبراير 2008 إلى حدود نوفمبر 2011.
الدويري عضو بالمجلس الوطني لحزب الاستقلال، والمكتب التنفيذي لرابطة الاقتصاديين الاستقلاليين وشارك في إعداد الدراسة حول إصلاح أنظمة التقاعد بالمغرب.
كما شغل الدويري منصب نائب رئيس الفيدرالية المغربية لشركات التأمين وإعادة التأمين، وتولى منصب نائب رئيس المكتب المركزي المغربي لشركات التأمين، ومتصرفا بالصندوق المهني المغربي للتقاعد، وشركة تأمين وسائل النقل.